# Marko Gudurić
Marko Gudurić (cyr. Марко Гудурић; ur. 8 marca 1995 w Priboj) – serbski koszykarz, występujący na pozycji rzucającego obrońcy lub niskiego skrzydłowego, reprezentant kraju, wicemistrz Europy (2017), od 2020 zawodnik Fenerbahçe Beko.
15 grudnia 2020 został zwolniony przez Memphis Grizzlies.

## Osiągnięcia
Stan na 13 września 2023, na podstawie, o ile nie zaznaczono inaczej.

### Drużynowe
- Mistrz:
  - Ligi Adriatyckiej – ABA (2016, 2017)
  - Turcji (2018, 2022)
  - Serbii (2016, 2017)
- Wicemistrz:
  - Euroligi (2018)
  - Turcji (2019, 2021)
  - Serbii U–19 (2013)
- Zdobywca pucharu:
  - Serbii (2017)
  - Turcji (2019)
- Finalista:
  - Pucharu Turcji (2022)
  - Superpucharu Turcji (2022)

### Indywidualne
(* – nagrody przyznane przez eurobasket.com)
- MVP pucharu Serbii (2017)
- Zaliczony do*:
  - II składu ligi serbskiej (2017)
  - składu honorable mention ligi:
    - adriatyckiej (2017)
    - serbskiej (2016)
- Uczestnik meczu gwiazd ligi tureckiej (2019)
- Zwycięzca konkursu rzutów za 3 punkty ligi tureckiej (2019)

### Reprezentacja
Seniorów
- Wicemistrz:
  - świata (2023)[7]
  - Europy (2017)
- Uczestnik mistrzostw:
  - świata (2019 – 5. miejsce, 2023)
  - Europy (2022 – 10. miejsce)
  - europejskich kwalifikacji do Eurobasketu (2023)
- Współlider igrzysk olimpijskich w skutecznosci rzutów wolnych (2024 – 100%)[8]

Młodzieżowe
- Mistrz Europy U–20 (2015)
- Wicemistrz turnieju Alberta Schweitzera (2012)
- MVP mistrzostw Europy U–20 (2015)
- Zaliczony do I składu mistrzostw Europy U–20 (2015)
- Uczestnik mistrzostw Europy U–16 (2011 – 9. miejsce)